# Ťatliakovo pleso
Ťatliakovo jezero je malé a mělké jezero v Západních Tatrách u Ťatliakovy chaty
nacházející se v závěru Roháčské doliny, kde ta přechází ve své nejvyšší patro Smutnou dolinu. Má rozlohu 0,2795 ha. Je 70 m dlouhé a 55 m široké. Dosahuje maximální hloubky 1,2 m a objemu 1089 m³. Leží v nadmořské výšce 1370 m.

## Okolí
Břehy plesa jsou porostlé jehličnatým lesem. U severního břehu končí asfaltová silnice vedoucí Roháčskou dolinou. Na jihozápadě se nad plesem zvedají svahy Predného Zeleného za nímž je plošina s Roháčskymi plesy. Na severovýchodě se tyčí hora Rákoň.

## Vodní režim
Do plesa ústí z východu dva potoky ze svahů Rákoně. Voda odtéká pod povrchem do Roháčského potoka, který protéká přibližně 30 m jihozápadně od plesa. V letech 1946 až 1947 bylo pleso uměle zpevněné, aby se zabránilo občasnému vysychání a v roce 1973 bylo prohloubeno na 6 m vybudováním hráze. Ani to však úniku vody pod povrchem zcela nezabránilo. Rozměry jezera v průběhu času zachycuje tabulka:
| Rok  | Měření prováděl | Rozloha ha | Délka m | Šířka m | Hloubka max.m | Objem m³ |
| ---- | --------------- | ---------- | ------- | ------- | ------------- | -------- |
| —    | WET             | 0,28       | 70      | 55      | 1,2           | —        |
| 2005 | Gregor, Pacl    | 0,2795     | —       | —       | 1,2           | 1089     |

## Přístup
Ve vzdálenosti 50 m od severního a severozápadního břehu vede  modrá turistická značka od Ťatliakovy chaty Smutné doliny na Smutné sedlo, která je přístupná pěšky v období od 16. června do 31. října. Pleso je dostupné stejně jako blízká Ťatliakova chata:
- po  červené turistické značce z Muzea oravské dědiny v Zuberci-Brestové. Tato turistická trasa vede po zpevněné asfaltové silnici až na jeho břeh.
- po  zelené turistické značce ze sedla Zábrať
- po  modré turistické značce od Žiarske chaty přes Smutné sedlo